# 汝、星のごとく
『汝、星のごとく』（なんじほしのごとく）は、凪良ゆうの小説。初出は『小説現代』（講談社）2022年5・6月合併号（前編掲載）および7月号（後編掲載）。2022年8月に講談社から単行本化されるのに際して、全編に加筆改稿が行われた。2025年7月には、講談社文庫版が刊行された。
第22回本屋大賞受賞作。凪良は第17回の『流浪の月』に続き2度目の受賞。
2025年7月、藤井道人監督により映画化されることが発表された。主演は、横浜流星と広瀬すず。2人は、凪良原作の『流浪の月』（2022年）にも出演している。

## 書誌情報
- 凪良ゆう『汝、星のごとく』
  - 単行本：講談社、2022年8月4日、ISBN 978-4065281499
  - 文庫：講談社文庫、2025年7月15日、ISBN 978-4065401880

## 受賞歴
- 2023年本屋大賞
- 第168回直木賞候補作
- 第44回吉川英治文学新人賞候補作
- 2022王様のブランチBOOK大賞
- キノベス!2023 第1位
- 第10回高校生直木賞候補作
- ダ・ヴィンチ BOOK OF THE YEAR 2022 第3位
- 今月の絶対はずさない！ プラチナ本 選出（「ダ・ヴィンチ」12月号）
- 第2回 本屋が選ぶ大人の恋愛小説大賞 ノミネート
- 未来屋小説大賞 第2位
- ミヤボン2022 大賞
- Apple Books 2022年 今年のベストブック（フィクション部門）